# Мелиса Лео
Мелиса Лео (енгл. Melissa Chessington Leo; Менхетн, Њујорк, 14. септембар 1960) америчка је глумица. За филм Замрзнута река из 2008. године добила је неколико награда и номинација, међу њима и номинацију за Оскара за најбољу главну глумицу. Оскара је на крају и освојила споредном улогом у филму Борац која јој је такође донела и Награду Удружења филмских глумаца и Златног глобуса.